# Scaphochlamys malaccana
Scaphochlamys malaccana är en enhjärtbladig växtart som beskrevs av John Gilbert Baker. Scaphochlamys malaccana ingår i släktet Scaphochlamys och familjen Zingiberaceae. Inga underarter finns listade i Catalogue of Life.